# Henri Perrochon
Henri Perrochon (* 6. Oktober 1899 in Provence, Kanton Waadt; † 29. März 1990 in Payerne) war ein Schweizer Historiker und Schriftsteller.

## Leben
Henri Perrochon, Sohn eines Pfarrers, studierte Geschichtswissenschaft an der Universität Freiburg, wo er 1925 mit der Promotion abschloss. Von 1927 bis 1964 unterrichtete er am Collège de Payerne. Ab 1938 war er zudem als Privatdozent an der Universität Lausanne tätig.
Perrochon publizierte hauptsächlich zur Heimatgeschichte des Waadtlands und zur Literaturgeschichte der Romandie. Von 1945 bis 1969 war er Präsident der Association vaudoise des écrivains.

## Auszeichnungen (Auswahl)
- 1963/72: Prix de la langue française der Académie française
- 1970: Prix des écrivains vaudois

## Werke (Auswahl)
- Vinet, critique des écrivains romands, Lausanne 1931.
- Évasion dans le passé Romand. Études littéraires, 1941.
- Sur nos chemins, Genf 1944.
- Quelques Vaudois, Lausanne 1953.
- Édouard Rod, Neuenburg 1957.
- De Rousseau à Ramuz, Biel 1966.
- Paul Budry, Lausanne 1967.
- Portraits et silhouettes du passé vaudois, Lausanne 1969.
- Du Jura au Vully, Genf 1971.
  - Vom Jura bis Vully, Genf 1971.
- Léman vaudois, Genf 1971.
  - Der Genfersee des Waadt, Genf 1971.
- Le langage des Vaudois, Lausanne 1979.
- Les caprices de la mémoire. Souvenirs, Payerne 1979.
- La Riviera vaudoise, Genf 1984.
  - Das Waadtländer Ufer, Genf 1984.